# 33453 Townley
33453 Townley este o planetă minoră (asteroid), cu un diametru de 2,438 km, din centura de asteroizi. A fost descoperită pe 19 martie 1999 la Experimental Test Site⁠(d) de Lincoln Near-Earth Asteroid Research. 
Obiectul prezintă o orbită caracterizată de o semiaxă mare de 2,2993274 UAi, o excentricitate de 0,1, o înclinație de 5,34512 ° în raport cu ecliptica.